# Sor Paula
Isabel Margarita Lagos Droguett, más conocida como sor Paula (Santiago, 25 de julio de 1944 - ibídem, 20 de julio de 2012), fue una religiosa católica chilena, perteneciente a la orden de las Ursulinas. Fue superiora de la congregación en Chile entre 1986 y 2011, cuando fue removida de su cargo tras acusaciones de abusos sexuales contra menores.

## Biografía
Nació en la comuna de Recoleta, en Santiago de Chile. Fue la primera hija de los diez que tuvo el matrimonio conformado por el ingeniero Luis Lagos Garfias y Lidia Droguett Cuevas, quien murió cuando Isabel tenía doce años. Su abuelo paterno, Luis Lagos Zúñiga, era medio hermano de Ricardo Lagos Escobar. Ingresó a estudiar al Colegio Santa Úrsula, de la congregación de las Ursulinas, en 1952. En 1962, cuando terminaba sus estudios secundarios, decidió seguir la vida religiosa, y el 1 de febrero de 1967 tomó el hábito de la congregación.

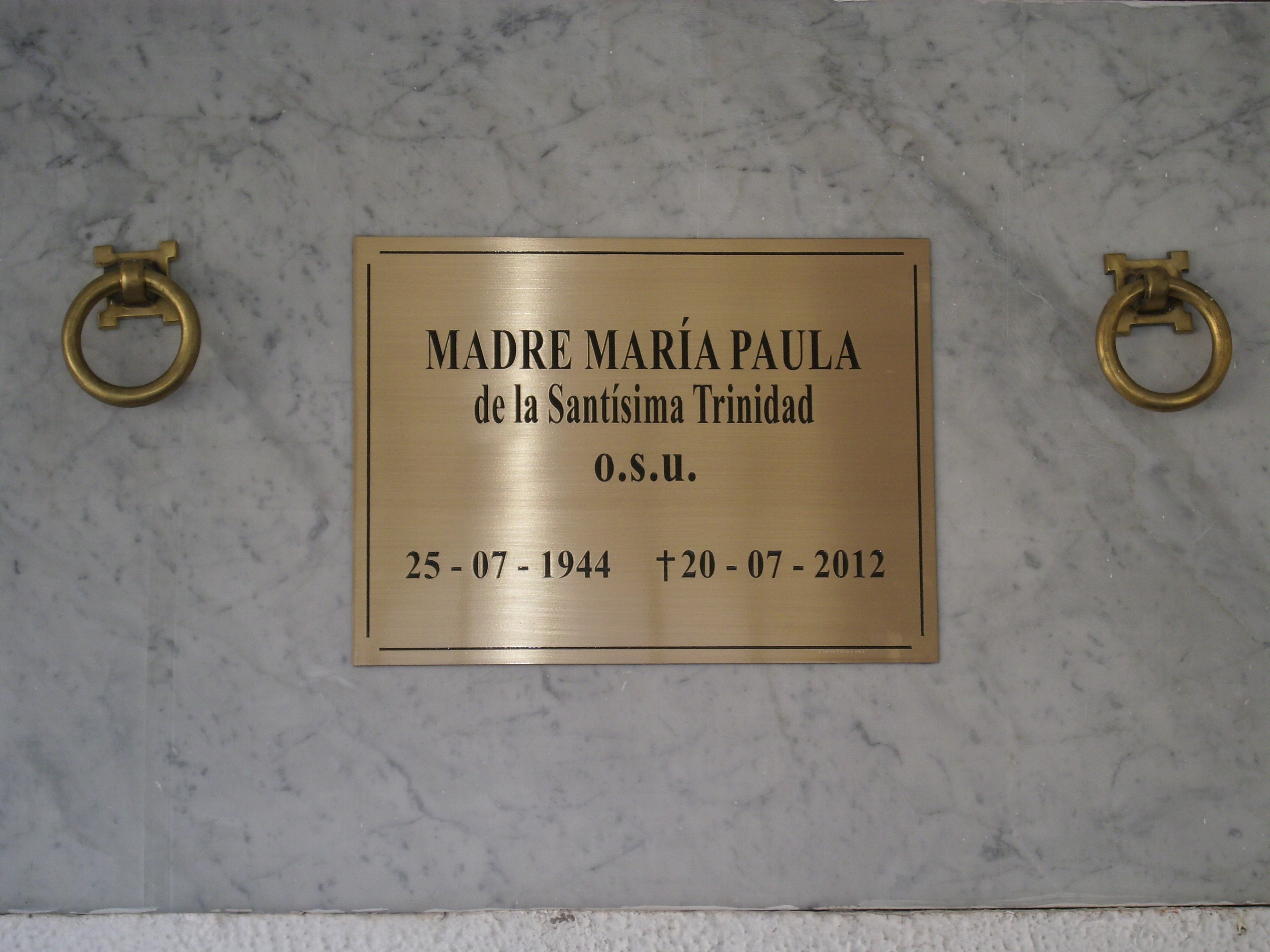
La sepultura de Sor Paula en el Cementerio Católico de Maipú.

En 1964 ingresó a estudiar Educación Familiar en la Universidad Católica de Chile, graduándose en 1970. Dos años más tarde recibió el título de profesora para la Educación del Hogar, y realizó su práctica profesional en el Hogar de Cristo. También realizó estudios de filosofía en Alemania. En 1986 asumió como superiora del Monasterio de las Ursulinas en Chile, administradora de los Colegios Santa Úrsula, con sedes en las comunas de Vitacura y Maipú, en Santiago.

## Casos de abuso sexual
En junio de 2010 la Congregación para los Institutos de Vida Consagrada y las Sociedades de Vida Apostólica decidió intervenir en el Monasterio de las Ursulinas en Chile, cuestión que estuvo a cargo del vicario Geraldo Bellew. Bellew decidió a fines de ese año que sor Paula dejara su cargo y se recluyera en un monasterio en Alemania, país donde está la sede de las Ursulinas, cuestión que se concretó en marzo de 2011. Ese mismo mes fue removida oficialmente de su cargo de superiora por la Congregación para los Institutos de Vida Consagrada debido a su «ilegítimo ejercicio como superiora religiosa» y «eventuales conductas reñidas con las normas de la Orden». Ello ocurrió en paralelo a las acusaciones de abuso sexual que ex estudiantes de los colegios de su congregación habían realizado en contra de la religiosa.
Sor Paula regresó a Chile el 24 de mayo de 2012. Falleció unos meses más tarde, el 20 de julio, en la Clínica Alemana de Santiago, aquejada de un cáncer de mama.